# Кушелга
Кушелга́ (рос. Кушелга, чув. Хăвăлçырма) — село (в минулому присілок) у складі Яльчицького району Чувашії, Росія. Входить до складу Кільдюшевського сільського поселення.
Населення — 417 осіб (2010; 526 у 2002).
Національний склад:
- чуваші — 98 %